# Neroli

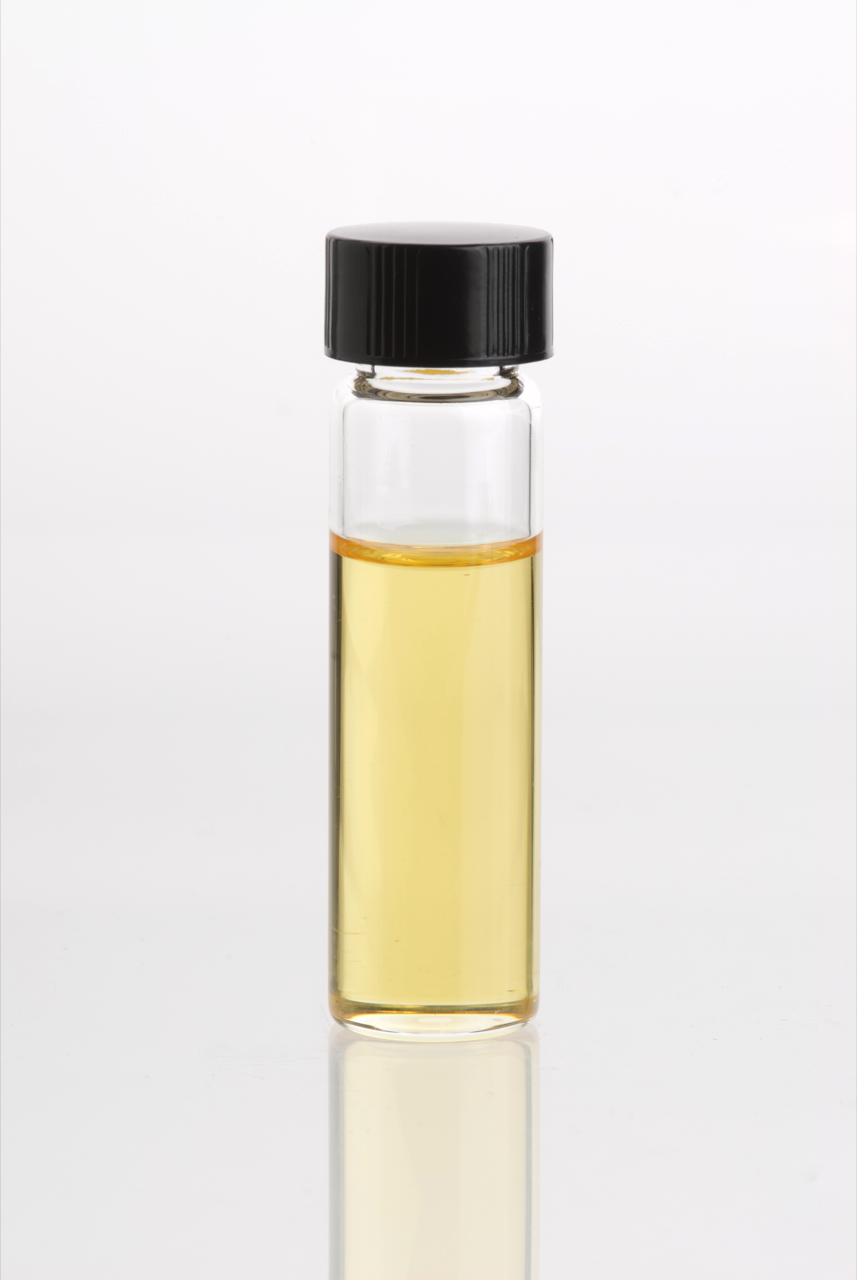
Flesje met neroli

Neroli is een etherische olie die wordt gewonnen uit de bloesem van de bittere sinaasappelboom (Citrus aurantium subsp. amara). Uit dezelfde bloesem wordt ook oranjebloesemolie gewonnen en beide extracten worden veelvuldig gebruikt in de parfumerie. Neroli wordt geëxtraheerd door stoomdestillatie en oranjebloesemolie wordt geëxtraheerd via een proces van enfleurage of extractie met oplosmiddelen. De geur van neroli is zoet, honingachtig en enigszins metaalachtig met groene en kruidige tonen.
De bloesems worden eind april tot begin mei, meestal met de hand, geplukt. De olie wordt gewonnen door middel van stoomdestillatie. De landen Tunesië, Marokko en Egypte zijn de belangrijkste producenten van neroli.
De samenstelling van natuurlijke stoffen varieert, maar doorgaans bestaat neroli uit ongeveer 35% terpenen (kamfeen, pineen), 30 tot 35% terpenolen (vooral linalool, ook terpineol, geraniol-nerol en D-nerolidol), 10 tot 11% esters en aldehyden en ketonen.